# Тан Хунбо
Тан Хунбо (кит. упр. 汤鸿波, пиньинь Tāng Hóngbō) (род. октябрь 1975, Сянтань, Хунань, КНР) — китайский тайконавт (космонавт), лётчик-истребитель, старший полковник Военно-воздушных сил Народно-освободительной армии Китая.
17 июня 2021 года стартовал на космическом корабле «Шэньчжоу-12» к орбитальной станции «Тяньгун».

## Биография
Родился в семье фермера в округе Сянтань, провинции Хунань в октябре 1975 года. По национальности — хань, имеет высшее образование (магистр). У него есть младший брат.
С сентября 1995 года служил в Военно-воздушных силах Народно-освободительной армии Китая, в апреле 1997 года вступил в Коммунистическую партию Китая. Служил командиром авиационного полка, имеет безаварийный налёт на самолётах 1159 часов, «лётчик 1-го класса» ВВС.

## Космическая подготовка и полёты
5 мая 2010 года был включён в группу космонавтов КНР второго набора. В мае 2016 года входил в дублирующий состав космического корабля «Шэньчжоу-11». Космонавт 2-го класса. 

### Первый полёт
В декабре 2019 года был включён в основной экипаж корабля «Шэньчжоу-12» и первой экспедиции на китайскую орбитальную станцию.
17 июня 2021 года в 09:22 по пекинскому времени (01:22:32 UTC) Тан, вместе с космонавтами Не Хайшэном и Лю Бомином, стартовал со стартового комплекса № 91 площадки № 43 Центра космических запусков Цзюцюань на космическом корабле Шэньчжоу-12 к строящейся орбитальной станции «Тяньгун». Запуск произведён с помощью ракеты-носителя Чанчжэн-2F. Стыковка космического корабля с космической станцией состоялась через 6 часов и 32 минуты после запуска, космонавты перешли в основной отсек «Тяньхэ». Основная задача космической миссии — обеспечить обслуживание и провести тестирование создаваемой на орбите Земли китайской космической станции.
4 июля 2021 года Тан Хунбо и Лю Бомин провели выход в открытый космос продолжительностью 6 часов 46 минут. Космонавты проверили работоспособность китайских скафандров нового поколения «Фэйтянь», установили подъёмный кронштейн для внекорабельной панорамной камеры и проверили работу руки-манипулятора. Это был второй выход китайских космонавтов в открытый космос, первый состоялся в 2008 году.
16 сентября 2021 года в 00:56 UTC пилотируемый космический корабль «Шэньчжоу-12» отделился от базового модуля китайской космической станции. Спускаемая капсула «Шэньчжоу-12» успешно приземлилась на посадочной площадке «Дунфэн» на севере Китая 17 сентября 2021 года, в 05:34:09 UTC. Продолжительность полета составила свыше 92 суток.

### Второй полёт
26 октября 2023 года в 03:14 UTC стартовал на космическом корабле «Шэньчжоу-17» к станции «Тяньгун».
Статистика полетов Тан Хунбо
| #               | Статус в полете | Корабль, Миссия         | Старт, UTC           | Корабль посадки | Посадка, UTC         | Налёт                    | ВКД: время (количество) |
| --------------- | --------------- | ----------------------- | -------------------- | --------------- | -------------------- | ------------------------ | ----------------------- |
| 1               | Член экипажа    | Шэньчжоу-12, Тяньгун(1) | 17.06.2021, 01:22:32 | Шэньчжоу-12     | 17.09.2021, 05:34:09 | 92 суток 4 часа 11 минут | 6 час. 46мин. (1)       |
| 2               | Командир        | Шэньчжоу-17, Тяньгун(6) | 26.10.2023, 03:14:02 | Шэньчжоу-17     | 30.04.2024, 09:46:06 | 187дн. 6час. 32мин.      | 15 час. 22мин. (2)      |
| Суммарный налёт | Суммарный налёт | Суммарный налёт         | Суммарный налёт      | Суммарный налёт | Суммарный налёт      | 279дн. 10час. 44мин.     | 22час. 8мин. (3)        |

### Комментарии
1. ↑  ВКД — Внекорабельная деятельность или выход в открытый космос